# Annelie Brendel
Annelie Brendel (* 24. September 1983 in der Lutherstadt Eisleben) ist eine ehemalige deutsche Fußballspielerin. Die Mittelfeldspielerin stand zuletzt beim Bundesligisten VfL Wolfsburg unter Vertrag.

## Werdegang
Brendel begann ihre Karriere im Alter von sieben Jahren beim SV Merkur Volkstedt. Nächste Stationen waren Rot-Weiß Polleben und MSV Hettstedt. Mit einer Sondergenehmigung des DFB sollte sie beim MSV in der männlichen B-Jugend spielen dürfen. Dies wurde vom Fußballverband Sachsen-Anhalt jedoch abgelehnt. Daraufhin wechselte Brendel zum Böllberger SV und 2000 zum 1. FFC Turbine Potsdam. Mit Turbine gewann sie 2004 und 2006 die deutsche Meisterschaft, dreimal den DFB-Pokal und 2005 den UEFA Women’s Cup. 2006 wechselte Brendel zum VfL Wolfsburg, wo sie die folgenden vier Jahre verbrachte, nach der Saison 2009/10 jedoch keinen neuen Vertrag mehr bekam und daraufhin ihre Karriere beendete.
Brendel durchlief alle Nachwuchsnationalmannschaften des DFB und lief insgesamt 60 Mal für Deutschland auf. Mit der U-19-Nationalmannschaft gewann sie die Europameisterschaften 2001 und 2002 und belegte bei der U-19-Weltmeisterschaft 2002 den dritten Platz.

## Sonstiges
Brendel studierte Rechtswissenschaft, legte 2011 ihr zweites Staatsexamen erfolgreich ab und ist mittlerweile als Juristin tätig.